# Kolonnad

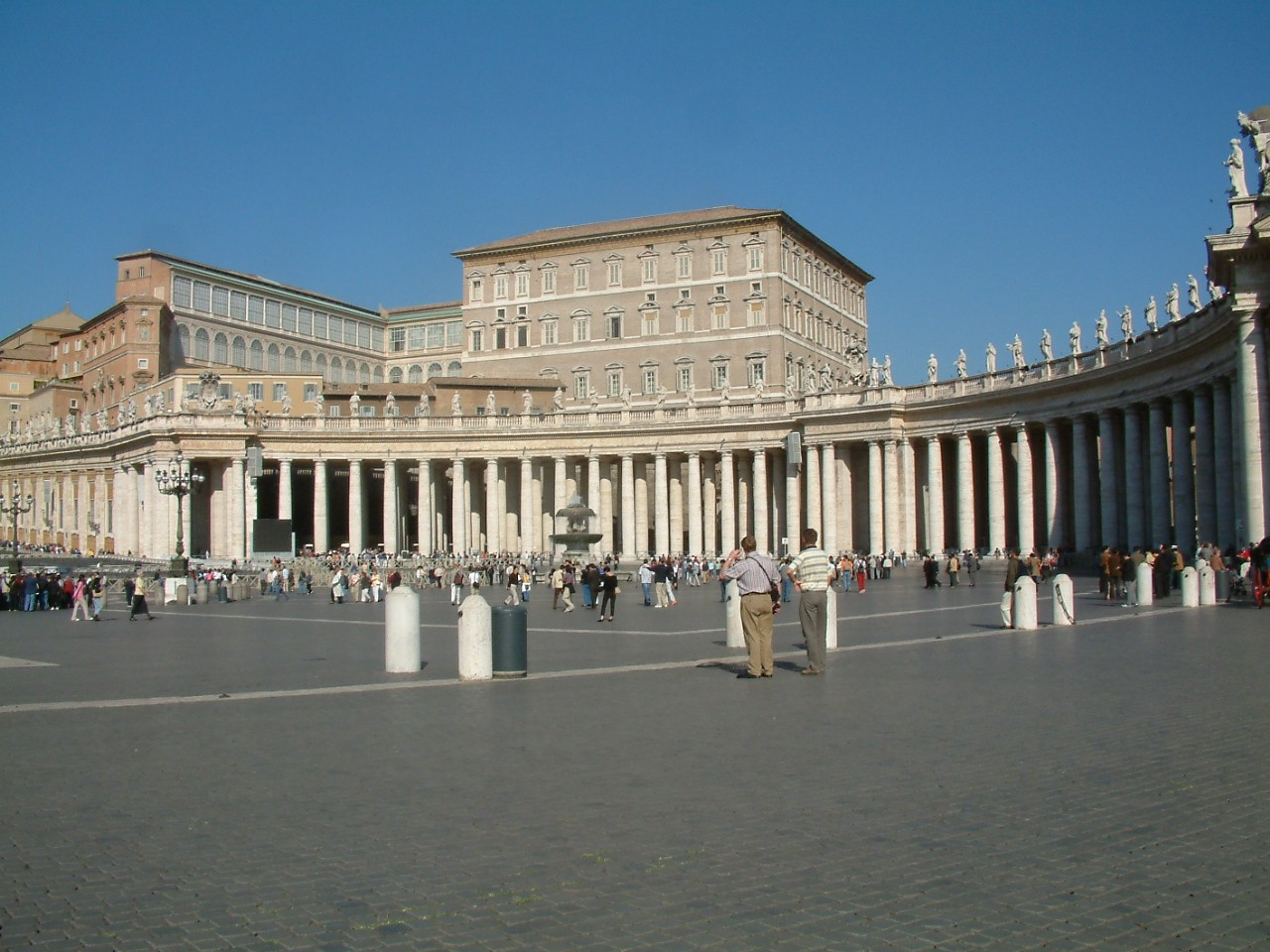
Kolonnader vid Peterskyrkan i Rom.

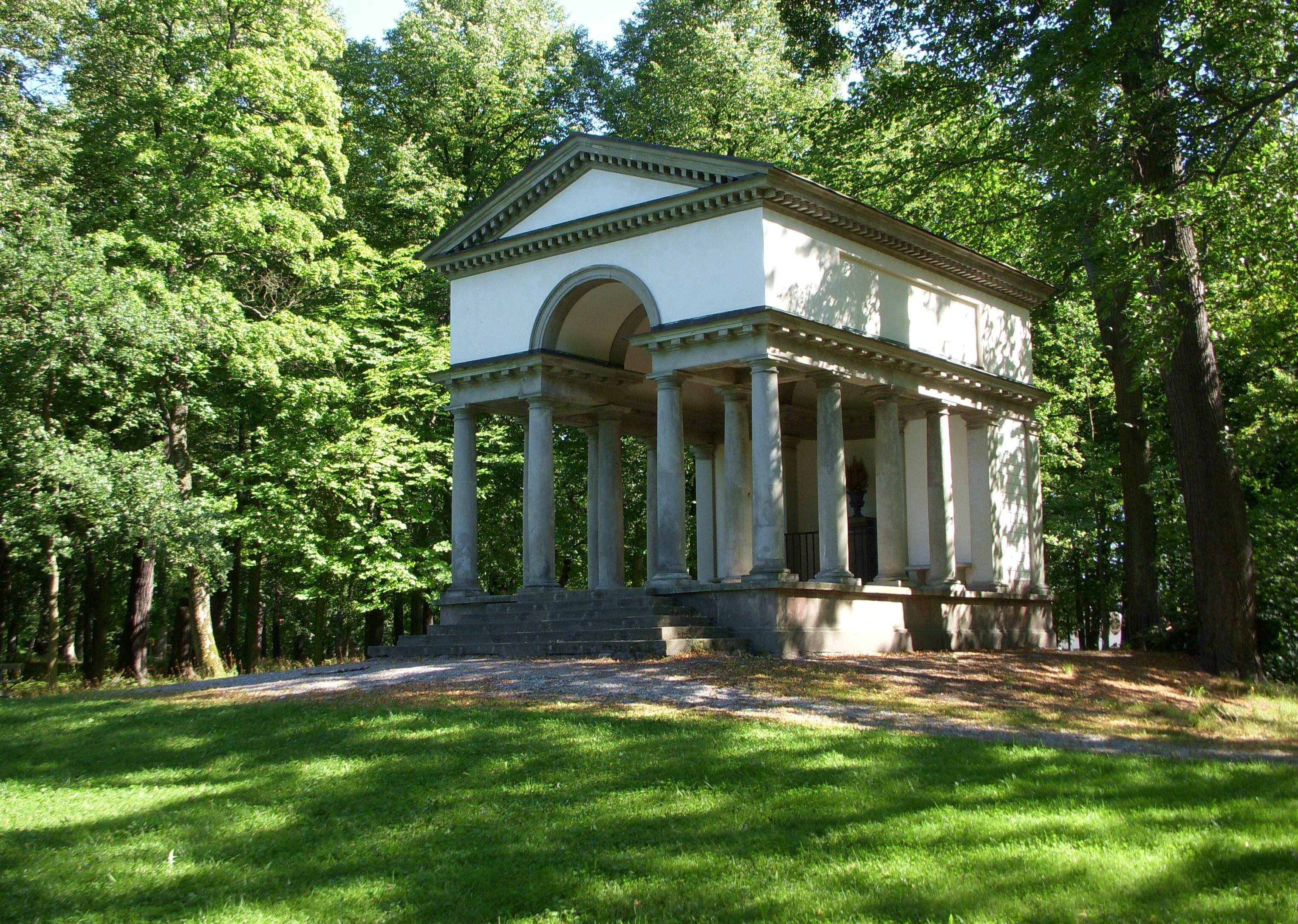
Dianas tempel i Solna.

Kolonnad (franska: colonnade, från italienskans colonnato) är en rad av kolonner i en byggnad eller täckt gång. En kolonnad bär upp ett entablement eller bågar.
Då ett tak bärs upp av en rad kolonner och en parallellt med denna löpande mur, till exempel i de grekiska peripteraltemplen, eller av två eller flera kolonnräckor, uppkommer en täckt, på ena sidan eller åt båda sidorna öppen gång, kallad portik eller pelargång.